# Dark wave
El dark wave, también expresado en ocasiones como darkwave, es un género musical que comenzó a finales de los años 1970 coincidiendo con el momento de popularidad e influidos por la new wave y el post-punk. Construido sobre esos puntales estilísticos, el dark wave añadía además letras oscuras e introspectivas junto a un trasfondo de lamento en el sonido de algunos grupos. En los años 80, en paralelo al dark wave se desarrolló toda una subcultura. Los miembros de esta se hacían llamar wavers o dark wavers. Los grupos de post-punk que inspiraron el rock gótico dotaron de ímpetu inicial al movimiento. Como resultado, el dark wave se relaciona con la subcultura gótica.

## Historia

### Años 1980
El término fue acuñado en Europa en los años 1980 para describir las variantes oscuras y melancólicas de la new wave y el post-punk, como el rock gótico y el synth pop oscuro, y se aplicó por primera vez a la obra de músicos como Bauhaus, The Cure, Clan of Xymox, Siouxsie And The Banshees, Dead Can Dance, New Order, Depeche Mode, Anne Clark, Killing Joke, The Cassandra Complex, Mizar, Cranes, Fields of the Nephilim, The Sisters of Mercy, Cocteau Twins, Chris and Cosey, The Chameleons, The Mission, Fad Gadget, Soft Cell, Tones on Tail, Gary Numan, The Neon Judgement y Poésie Noire.

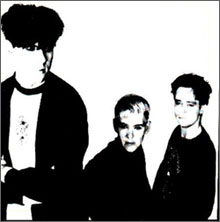
Clan Of Xymox, una de las primeras bandas de dark wave

El movimiento se extendió internacionalmente, generando nuevos desarrollos como el coldwave francés. El coldwave describía el sonido de grupos como KaS Product, Martin Dupont, Asylum Party, Norma Loy, Pavillon 7B, Résistance, Clair Obscur, Opera Multi Steel, The Breath of Life o Trisomie 21. Posteriormente, los diferentes géneros de dark wave que habían ido surgiendo se fueron fusionando o influenciando sobre los demás. De este modo, la música new wave (o conocida como electro wave en Alemania) se fusionó con el post-punk además de empezar a utilizar elementos de la música posindustrial y a veces también añadiendo los sonidos del ambient. Grupos como Sopor Aeternus (Alemania), Dead Can Dance (Australia), Cocteau Twins (Escocia), Attrition, In The Nursery y Pink Industry (Reino Unido), Mittageisen (Suiza), Die Form (Francia), Invisible Limits (Alemania), Invincible Spirit (Alemania) y Psyche (Alemania) tocaban esta música en los años 1980. Los grupos alemanes de dark wave de esta década estaban asociados con la Neue Deutsche Welle, y entre ellos estaban Asmodi Bizarr, II. Invasion, Unlimited Systems, Mask For, Moloko †, Maerchenbraut, y Xmal Deutschland. En Italia, grupos como Litfiba y Diaframma alcanzaron cierto éxito comercial.

### 1983 - años 90

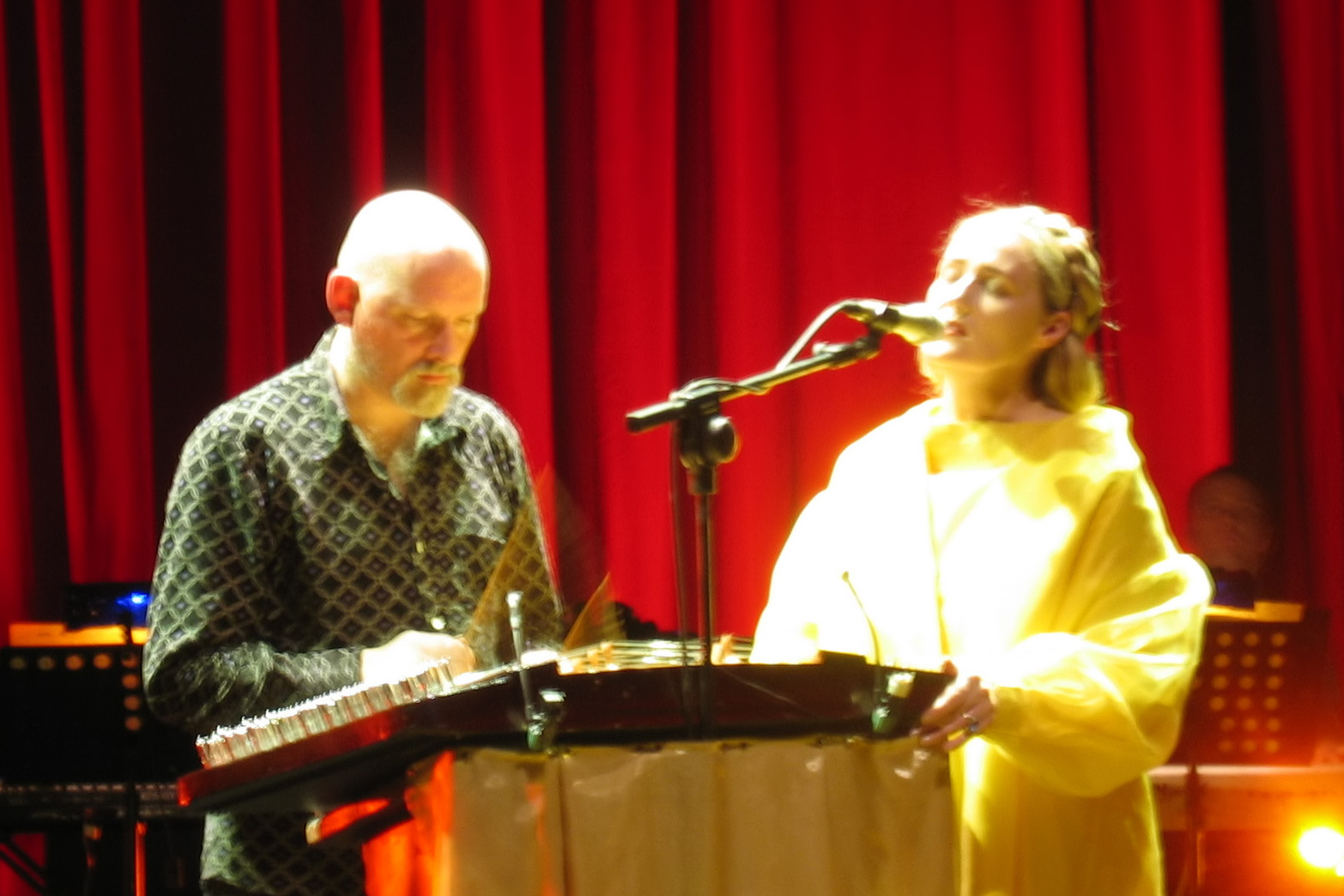
Dead Can Dance, en marzo de 2005

Una vez que los movimientos new wave y post-punk comenzaron a decaer a partir de la segunda mitad de los años 1980, el dark wave pasó a ser renovado por bandas underground como Clan Of Xymox, a quienes se les atribuye ser pioneros de este nuevo sonido, Dead Can Dance en el neoclassical (Dark wave) y a Cocteau Twins en el ethereal wave, también conocido en castellano como wave etéreo, que fueron junto con Xymox de los primeros en experimentar con este nuevo tipo de new wave siniestro. Posteriormente aparecerían en la escena bandas alemanas como Pink Turns Blue, Deine Lakaien, Love Is Colder Than Death, los primeros Love Like Blood, y Diary of Dreams, así como Project Pitchfork, y Wolfsheim. Los italianos The Frozen Autumn, Ataraxia y Nadezhda. Todas estas bandas siguieron el patrón dispuesto por los movimientos new wave y post-punk de los ochenta. Al mismo tiempo, todo un número de artistas alemanes, entre los que se incluyen Das Ich, Relatives Menschsein y Lacrimosa, desarrollaron un estilo más teatral, mezclado con poesía alemana y letras metafóricas, llamado Neue Deutsche Todeskunst (Nuevo Arte Alemán de la Muerte). Otras bandas como Silke Bischoff, In My Rosary y Engelsstaub fundieron dark synth pop o rock gótico con elementos de neofolk o neoclassical (Dark wave).
Tras 1993, en Estados Unidos el término dark wave (la variante de una sola palabra darkwave) comenzó a asociarse con el sello Projekt Records, al ser este el nombre utilizado para su catálogo impreso, y que utilizaba para promocionar artistas alemanes como Project Pitchfork. El catálogo de Projekt incluía a bandas como Lycia, Black Tape for a Blue Girl y Love Spirals Downwards, todos ellos caracterizados por sus etéreas vocales femeninas. Este estilo tomaba elementos de bandas de los 80 como Cocteau Twins. A esta música se la conoce a veces como wave etéreo. El sello también mantuvo una larga asociación con el grupo Attrition. Otro sello estadounidense de este estilo fue Tess Records.

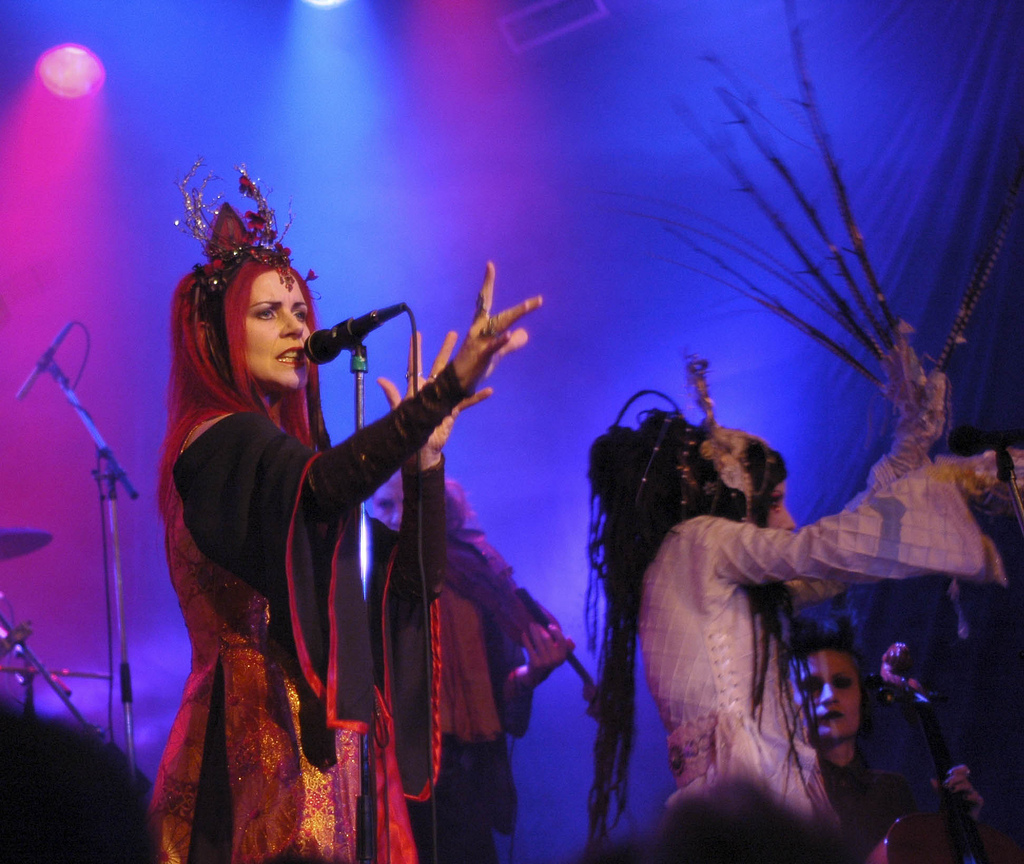
Faith And The Muse en directo.

En Estados Unidos, la banda London After Midnight mezcla su estilo de rock gótico con el darkwave y tiene muchos seguidores pertenecientes a la subcultura gótica. Esta banda es considerada dentro de la segunda generación del movimiento gótico. Por su parte, la banda alemana Blutengel presenta un darkwave propio de su estilo, ya que en algunas ocasiones suele fusionarlo con el dark electro obteniendo algo totalmente novedoso y también soliendo componer algunas canciones que son propias del dark electro (subgénero evolucionado del darkwave).
Entre otras bandas de la escena del darkwave están: Faith And The Muse, Diva Destruction, Sopor Aeternus and the Ensemble of Shadows, Emilie Autumn, Rüe Morgue 131, The Crüxshadows, etc.

### Influencias atípicas
Algunos grupos de Estados Unidos mezclaron elementos de dark wave y wave etéreo con desarrollos posteriores de la música electrónica.[cita requerida] Love Spirals Downwards, Collide y Switchblade Symphony incorporaron elementos del trip hop, al tiempo que The Crüxshadows combinan todo un amplio rango de elementos de música electrónica de baile contemporánea en su rock alternativo.

## Géneros relacionados o subgéneros
- Rock gótico
- Post-punk
- New wave
- Deathrock
- Cold Wave
- Dark cabaret
- Neoclassical (Dark wave)
- Wave etéreo